# Перший уряд Андрея Пленковича
Уряд Андрея Пленковича (хорв. Četrnaesta Vlada Republike Hrvatske «чотирнадцятий уряд Республіки Хорватія») — 14-й уряд Хорватії, утворений за результатами дострокових парламентських виборів 2016 року. Розпущений 23 липня 2020 року.

#### Прем'єр і віце-прем'єри
| Міністр          | Партія     | Посада          | Строк повноважень |
| ---------------- | ---------- | --------------- | ----------------- |
| Андрей Пленкович | ХДС        | прем'єр-міністр | з 19 жовтня 2016  |
| Давор Божинович  | ХДС        | віце-прем'єр    | з 19 липня 2019   |
| Здравко Марич    | Незалежний | віце-прем'єр    | з 19 липня 2019   |
| Дамір Крстичевич | ХДС        | віце-прем'єр    | з 19 жовтня 2016  |
| Предраг Штромар  | ХНП-ЛД     | віце-прем'єр    | з 9 червня 2017   |

## Кабінет міністрів
Склад уряду подано станом на 8 червня 2020 року.
| - Хорватський демократичний союз                | 15 |
| - Незалежні                                     | 4  |
| - Хорватська народна партія — ліберал-демократи | 1  |

| Логотип                                          | Міністерство | Міністр                                      | Фото           | Час на посаді  | Час на посаді  | Партія     | Партія     | Вебсайт                                          |
| ------------------------------------------------ | --- | -------------------------------------------- | -------------- | -------------- | -------------- | ---------- | ---------- | ------------------------------------------------ |
|                                                  | Міністерство будівництва і територіального планування (Ministarstvo graditeljstva i prostornog uređenja)                       | Ловро Кущевич (Lovro Kuščević)               |                | 22 січня 2016  | 9 червня 2017  |            | HDZ        | [Архівовано 12 вересня 2020 у Wayback Machine.]  |
| Предраг Штромар (Predrag Štromar)                | Міністерство будівництва і територіального планування (Ministarstvo graditeljstva i prostornog uređenja)                       |                                              | 9 червня 2017  |                |                | HNS        |            | [Архівовано 12 вересня 2020 у Wayback Machine.]  |
|                                                  | Міністерство у справах ветеранів (Ministarstvo hrvatskih branitelja)                                                           | Томіслав Медведь (Tomislav Medved)           |                | 19 жовтня 2016 |                |            | HDZ        | [Архівовано 19 грудня 2014 у Wayback Machine.]   |
|                                                  | Міністерство внутрішніх справ (Ministarstvo unutarnjih poslova Republike Hrvatske)                                             | Влахо Орепич (Vlaho Orepić)                  |                | 19 жовтня 2016 | 27 квітня 2017 |            | незалежний |                                                  |
| Давор Божинович (Davor Božinović)                | Міністерство внутрішніх справ (Ministarstvo unutarnjih poslova Republike Hrvatske)                                             |                                              | 9 червня 2017  |                |                | HDZ        |            |                                                  |
|                                                  | Міністерство державного управління (Ministarstvo uprave)                                                                       | Іван Ковачич (в. о.) (Ivan Kovačić)          |                | 19 жовтня 2016 | 28 квітня 2017 |            | MOST       | [Архівовано 9 січня 2018 у Wayback Machine.]     |
| Дарко Некич (Darko Nekić)                        | Міністерство державного управління (Ministarstvo uprave)                                                                       |                                              | 28 квітня 2017 | 9 червня 2017  |                | HDZ        |            | [Архівовано 9 січня 2018 у Wayback Machine.]     |
| Ловро Кущевич (Lovro Kuščević)                   | Міністерство державного управління (Ministarstvo uprave)                                                                       |                                              | 9 червня 2017  | 19 липня 2019  |                | HDZ        |            | [Архівовано 9 січня 2018 у Wayback Machine.]     |
| Іван Малениця (Ivan Malenica)                    | Міністерство державного управління (Ministarstvo uprave)                                                                       |                                              | 19 липня 2019  |                |                | HDZ        |            | [Архівовано 9 січня 2018 у Wayback Machine.]     |
|                                                  | Міністерство державної власності (Ministarstvo državne imovine)                                                                | Горан Марич (Goran Marić)                    |                | 15 жовтня 2016 | 19 липня 2019  |            | HDZ        | [Архівовано 7 січня 2018 у Wayback Machine.]     |
| Маріо Баножич (Mario Banožić)                    | Міністерство державної власності (Ministarstvo državne imovine)                                                                |                                              | 19 липня 2019  |                |                | HDZ        |            | [Архівовано 7 січня 2018 у Wayback Machine.]     |
|                                                  | Міністерство екології й охорони природи (Ministarstvo zaštite okoliša i energetike)                                            | Славен Добрович (Slaven Dobrović)            |                | 19 жовтня 2016 | 28 квітня 2017 |            | MOST       | [Архівовано 12 вересня 2020 у Wayback Machine.]  |
| Маріо Шилєг (в. о.) (Marijo Šiljeg)              | Міністерство екології й охорони природи (Ministarstvo zaštite okoliša i energetike)                                            |                                              | 28 квітня 2017 | 9 червня 2017  |                | HDZ        |            | [Архівовано 12 вересня 2020 у Wayback Machine.]  |
| Томіслав Чорич (Tomislav Ćorić)                  | Міністерство екології й охорони природи (Ministarstvo zaštite okoliša i energetike)                                            |                                              | 9 червня 2017  |                |                | HDZ        |            | [Архівовано 12 вересня 2020 у Wayback Machine.]  |
|                                                  | Міністерство економіки (Ministarstvo gospodarstva, podruzeništva i obrta)                                                      | Мартіна Далич (Martina Dalić)                |                | 19 жовтня 2016 | 25 травня 2018 |            | HDZ        | [Архівовано 25 липня 2012 у Wayback Machine.]    |
| Дарко Хорват (Darko Horvat)                      | Міністерство економіки (Ministarstvo gospodarstva, podruzeništva i obrta)                                                      |                                              | 25 травня 2018 |                |                | HDZ        |            | [Архівовано 25 липня 2012 у Wayback Machine.]    |
|                                                  | Міністерство закордонних і європейських справ (Ministarstvo vanjskih i europskih poslova)                                      | Давор Іво Штір (Davor Ivo Stier)             |                | 19 жовтня 2016 | 12 червня 2017 |            | HDZ        |                                                  |
| Марія Пейчинович-Бурич (Marija Pejčinović Burić) | Міністерство закордонних і європейських справ (Ministarstvo vanjskih i europskih poslova)                                      |                                              | 12 червня 2017 | 19 липня 2019  |                | HDZ        |            |                                                  |
| Гордан Грлич Радман (Gordan Grlić Radman)        | Міністерство закордонних і європейських справ (Ministarstvo vanjskih i europskih poslova)                                      |                                              | 19 липня 2019  |                |                | HDZ        |            |                                                  |
|                                                  | Міністерство культури (Ministarstvo kulture)                                                                                   | Ніна Обулєн Коржинек (Nina Obuljen Koržinek) |                | 19 жовтня 2016 |                |            | незалежна  | [Архівовано 31 грудня 2017 у Wayback Machine.]   |
|                                                  | Міністерство морських справ, транспорту та інфраструктури (Ministarstvo pomorstva, prometa i infrastrukture)                   | Олег Буткович (Oleg Butković)                |                | 19 жовтня 2016 |                |            | HDZ        | [Архівовано 17 липня 2013 у WebCite]             |
|                                                  | Міністерство науки, освіти та спорту (Ministarstvo znanosti i obrazovanja)                                                     | Паво Баришич (Pavo Barišić)                  |                | 19 жовтня 2016 | 9 червня 2017  |            | HDZ        | [Архівовано 6 січня 2018 у Wayback Machine.]     |
| Блаженка Див'як (Blaženka Divjak)                | Міністерство науки, освіти та спорту (Ministarstvo znanosti i obrazovanja)                                                     |                                              | 9 червня 2017  |                |                | незалежний |            | [Архівовано 6 січня 2018 у Wayback Machine.]     |
|                                                  | Міністерство оборони (Ministarstvo obrane)                                                                                     | Дамір Крстичевич (Damir Krstičević)          |                | 19 жовтня 2016 |                |            | HDZ        | [Архівовано 8 грудня 2010 у Wayback Machine.]    |
|                                                  | Міністерство охорони здоров'я (Ministarstvo zdravstva)                                                                         | Мілан Куюнджич (Milan Kujundžić)             |                | 19 жовтня 2016 | 30 січня 2020  |            | HDZ        | [Архівовано 5 липня 2017 у Wayback Machine.]     |
| Вілі Берош (Vili Beroš)                          | Міністерство охорони здоров'я (Ministarstvo zdravstva)                                                                         |                                              | 31 січня 2020  |                |                | HDZ        |            | [Архівовано 5 липня 2017 у Wayback Machine.]     |
|                                                  | Міністерство праці та пенсійної системи (Ministarstvo rada i mirovinskog sustava)                                              | Томіслав Чорич (Tomislav Ćorić)              |                | 19 жовтня 2016 | 9 червня 2017  |            | HDZ        | [Архівовано 21 грудня 2017 у Wayback Machine.]   |
| Марко Павич (Marko Pavić)                        | Міністерство праці та пенсійної системи (Ministarstvo rada i mirovinskog sustava)                                              |                                              | 9 червня 2017  | 19 липня 2019  |                | HDZ        |            | [Архівовано 21 грудня 2017 у Wayback Machine.]   |
| Йосип Аладрович (Josip Aladrović)                | Міністерство праці та пенсійної системи (Ministarstvo rada i mirovinskog sustava)                                              |                                              | 19 липня 2019  |                |                | HDZ        |            | [Архівовано 21 грудня 2017 у Wayback Machine.]   |
|                                                  | Міністерство регіонального розвитку та європейського фінансування (Ministarstvo regionalnoga razvoja i fondova Europske unije) | Габрієла Жалац (Gabrijela Žalac)             |                | 19 жовтня 2016 |                |            | незалежна  | [Архівовано 16 травня 2015 у Wayback Machine.]   |
|                                                  | Міністерство соціального забезпечення і молодіжної політики (Ministarstvo demografije, obitelji, mladih i socijalne politike)  | Нада Мурганич (Nada Murganić)                |                | 19 жовтня 2016 | 19 липня 2019  |            | HDZ        | [Архівовано 6 січня 2018 у Wayback Machine.]     |
| Весна Бедекович (Vesna Bedeković)                | Міністерство соціального забезпечення і молодіжної політики (Ministarstvo demografije, obitelji, mladih i socijalne politike)  |                                              | 19 липня 2019  |                |                | HDZ        |            | [Архівовано 6 січня 2018 у Wayback Machine.]     |
|                                                  | Міністерство сільського господарства (Ministarstvo poljoprivrede)                                                              | Томіслав Толушич (Tomislav Tolušić)          |                | 19 жовтня 2016 | 19 липня 2019  |            | HDZ        | [Архівовано 5 січня 2018 у Wayback Machine.]     |
| Марія Вучкович (Marija Vučković)                 | Міністерство сільського господарства (Ministarstvo poljoprivrede)                                                              |                                              | 19 липня 2019  |                |                | HDZ        |            | [Архівовано 5 січня 2018 у Wayback Machine.]     |
|                                                  | Міністерство туризму (Ministarstvo turizma)                                                                                    | Гарі Капеллі (Gari Cappelli)                 |                | 19 жовтня 2016 |                |            | HDZ        | [Архівовано 2 грудня 2011 у Wayback Machine.]    |
|                                                  | Міністерство фінансів (Ministarstvo financija)                                                                                 | Здравко Марич (Zdravko Marić)                |                | 19 жовтня 2016 |                |            | незалежний | [Архівовано 31 грудня 2021 у Wayback Machine.]   |
|                                                  | Міністерство юстиції (Ministarstvo pravosuđa)                                                                                  | Анте Шпрлє (Ante Šprlje)                     |                | 19 жовтня 2016 | 27 квітня 2017 |            | незалежний | [Архівовано 4 листопада 2017 у Wayback Machine.] |
| Крістіан Туркаль (в. о.) (Kristian Turkalj)      | Міністерство юстиції (Ministarstvo pravosuđa)                                                                                  |                                              | 27 квітня 2017 | 9 червня 2017  |                | HDZ        |            | [Архівовано 4 листопада 2017 у Wayback Machine.] |
| Дражен Бошнякович (Dražen Bošnjaković)           | Міністерство юстиції (Ministarstvo pravosuđa)                                                                                  |                                              | 9 червня 2017  |                |                | HDZ        |            | [Архівовано 4 листопада 2017 у Wayback Machine.] |